# Clontarf
Clontarf è un quartiere della città di Dublino, collocato a nord, sulla costa, nella regione di Leinster.
È noto soprattutto per avere dato il nome alla Battaglia di Clontarf del 23 aprile 1014, durante la quale le truppe agli ordini del re supremo irlandese, Brian Boru, sconfissero quelle guidate dal re del Leinster, Máelmorda mac Murchada, e da Brodir dell'isola di Man (composte in gran parte da vichinghi di Dublino). In seguito allo scontro, l'Irlanda tornò ad essere una terra divisa tra molti piccoli regni separati.

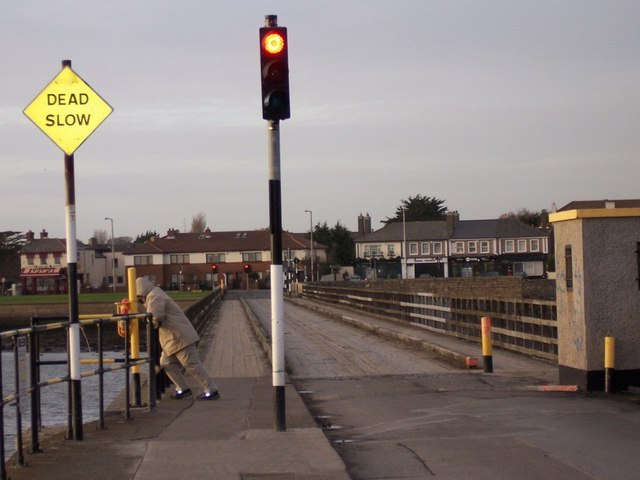
Clontarf.

Ha dato i natali a Bram Stoker, creatore del personaggio di Dracula, al numero 15 di Marino Crescent.